# Йоргенсен, Николай
Николай Йоргенсен (дат. Nicolai Jørgensen, датское произношение: [ˈne̝koˌlɑjˀ ˈme̝k ˈjɶɐ̯ˀn̩sn̩]; род. 15 января 1991[…], Баллеруп, Копенгаген[…]) — датский футболист, нападающий, в настоящее время — свободный агент. Выступал за сборную Дании. 

## Карьера
Йоргенсен начал свою карьеру в молодёжной команде «Сковлунде», но в скором времени присоединился к команде «Брондбю», а затем перешёл в «АБ».
Присоединился к «Байеру» перед началом сезона в июле на их тренировочном лагере, забив 4 гола за 45 минут с ним был заключен контракт на 5 лет. Дебютировал в Бундеслиге 29 августа 2010 года против команды Боруссия Мёнхенгладбах.
Летом 2016 года Йоргенсен присоединился к «Фейеноорд» за 3,5 млн евро. В первом сезоне за клуб Йоргенсен стал лучшим бомбардиром Высшего дивизиона Нидерландов по футболу (забив 21 гол) и таким образом помог «Фейеноорду» выиграть титул чемпиона страны впервые с 1999 года. 14 июня 2019 года стало известно, что «Фейеноорд» продлит контракт с футболистом до 2022 года.
После расторжения контракта турецкой «Касымпашой», вернулся в свой бывший клуб «Копенгаген» и 31 января 2022 года, подписал контракт до конца сезона. После окончания сезона, с одним голом в девяти играх чемпионата, покинул клуб по истечении контракта. 

## Сборная
4 октября 2010 года Йоргенсен был вызван в сборную Дании на отборочные матчи Евро-2012 против Португалии и Кипра.

### Голы за сборную Дании
| #   | Дата           | Место                           | Противник | Счёт | Результат | Соревнование         |
| --- | -------------- | ------------------------------- | --------- | ---- | --------- | -------------------- |
| 01. | 14 ноября 2015 | Френдс Арена, Стокгольм, Швеция | Швеция    | 1:2  | 1:2       | Евро-2016 (стыковые) |
| 02. | 24 марта 2016  | MCH Арена, Хернинг, Дания       | Исландия  | 1:0  | 2:1       | Товарищеский матч    |
| 03. | 24 марта 2016  | MCH Арена, Хернинг, Дания       | Исландия  | 2:0  | 2:1       | Товарищеский матч    |

## Достижения
«Копенгаген»
- Чемпион Дании (2): 2012/13, 2015/16
- Обладатель Кубка Дании (2): 2014/15, 2015/16

«Фейенорд»
- Чемпион Нидерландов: 2016/17
- Обладатель Кубка Нидерландов: 2017/18
- Обладатель Суперкубка Нидерландов: 2017